# Antonio del Corral y Rojas
Antonio del Corral y Rojas fue un militar y escritor de España, del siglo XVII.

A este tiempo había escrito su Majestad a todas las ciudades, villas, perlados, grandes, títulos, barones, y caballeros señores de lugares de moriscos, advirtiéndoles del caso presente; las amenazas y tramas del mal tan cercano y peligroso, para que como tan buenos y leales vasallos de quienes siempre había recibido señalados servicios, se emplearan en el presente, pues era de Dios nuestro Señor, suyo y de su patria...
(palabras de Antonio del Corral y Rojas en la obra de Florencio Janer Condición social de los moriscos de España:...., 1857)

## Biografía
Hijo de don Diego de Corral y Valdés y Mª Vázquez Rojas, siendo esta su tercer matrimonio. Nació en Chañe (provincia de Segovia) donde fue bautizado en su parroquia en 1566.
Fue capitán y sargento mayor de Valladolid y su partido, Palencia y su obispado, consejero de Estado y caballero de hábito de Santiago y según Agustín Messía o Mexía Carrillo fue teniente de maestre de campo general en Flandes.
Como escritor dejó una obra sobre la general rebelión y expulsión de los moriscos del Reino de Valencia y otra de avisos militares de gran erudición, antigua y moderna y muy anecdótico, con la aprobación, la primera obra, de Alonso Pimentel, general que fue de la Goleta por mandato de la Majestad Católica, en la que dice lo siguiente:
- Relación muy acertada y provechosa para la disciplina militar
- Muestra su mucha experiencia y observación de los que ha visto en los años que ha servido a S.M. en los estados de Flandes y el Reino de Francia

## Obra
- Del útil que se sigue de las acertadas elecciones de guerra y conocidos daños de los no tales
- Tratado de advertencias de guerra, 1604.
- Rebelión y expulsión de los moriscos del Reino de Valencia, Valladolid: Diego Fernández de Córdova y Oviedo, 1613.